# Паспорт гражданина Ирака

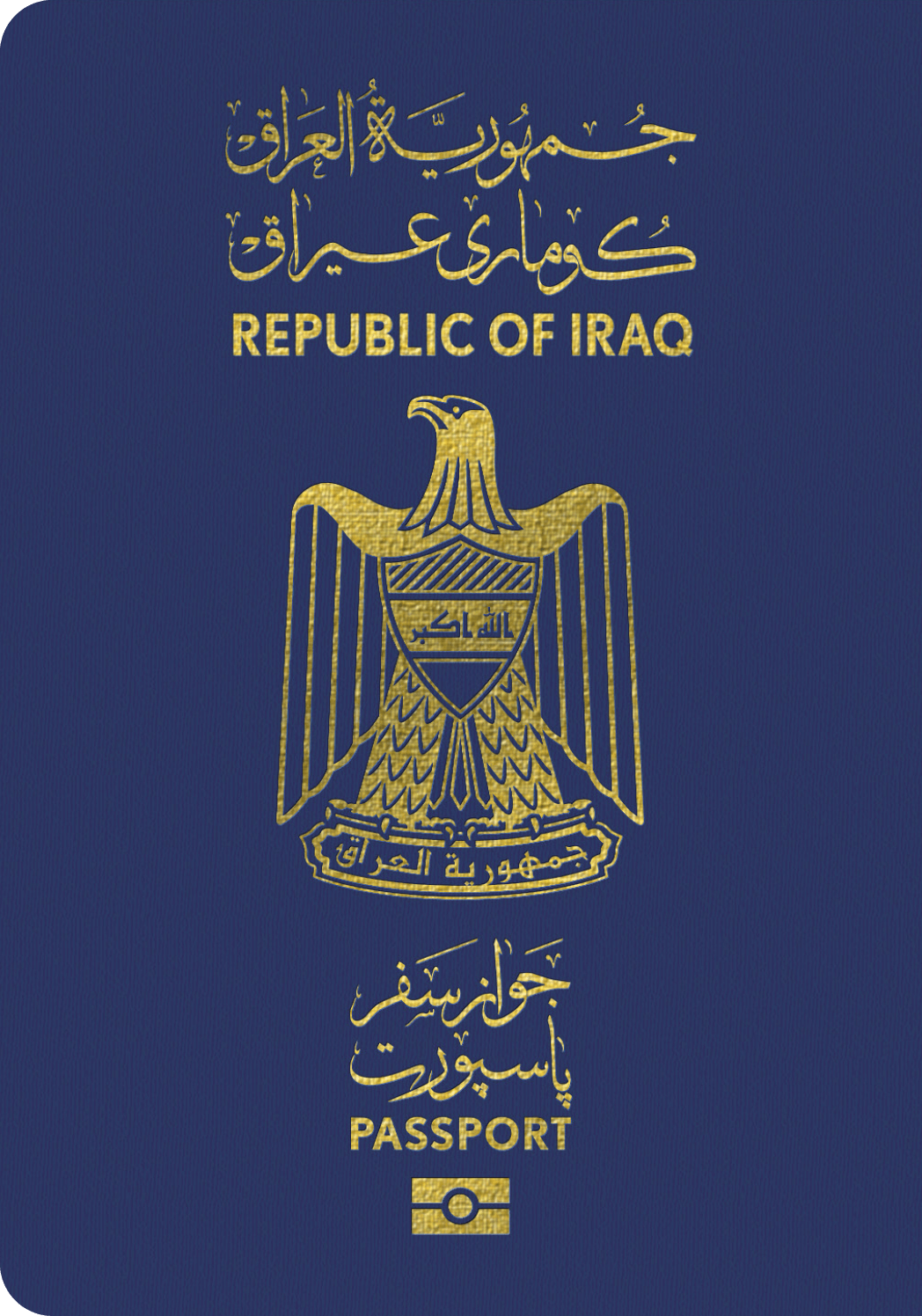

Паспорт гражданина Ирака выдаётся гражданам Ирака, включая автономный регион Курдистан, для международных поездок. Новая серия паспортов «А» начала распространяться 1 февраля 2010 года в результате инициатив правительства Ирака по созданию более безопасного иракского паспорта. Предыдущие серии, выдаваемые паспортными столами в Ираке и дипломатическими представительствами по всему миру, включают немашиносчитываемые серии «S» и серию «G».
Действителен 8 лет после выпуска; 4 года для граждан до 15 лет. Стоимость — 25 000 динаров (первая/продление).
Новая серия паспортов от 01.02.2010 года была с существенными изменениями в нормах правописания полного имени и фамилии. В графе «полное имя» указывается имя владельца паспорта, имя отца и фамилия. В графе «фамилия» указывается фамилия. В связи с этим возникает задвоение фамилии в миграционных картах при въезде в иные государства. Так же было произведено объединение имени владельца паспорта с именем деда.
Все паспорта, выданные мужчинам в Ираке до 01.02.2010 года, состояли из 4-х слов, а после из 3-х слов в графе полное имя.

## Визовый режим

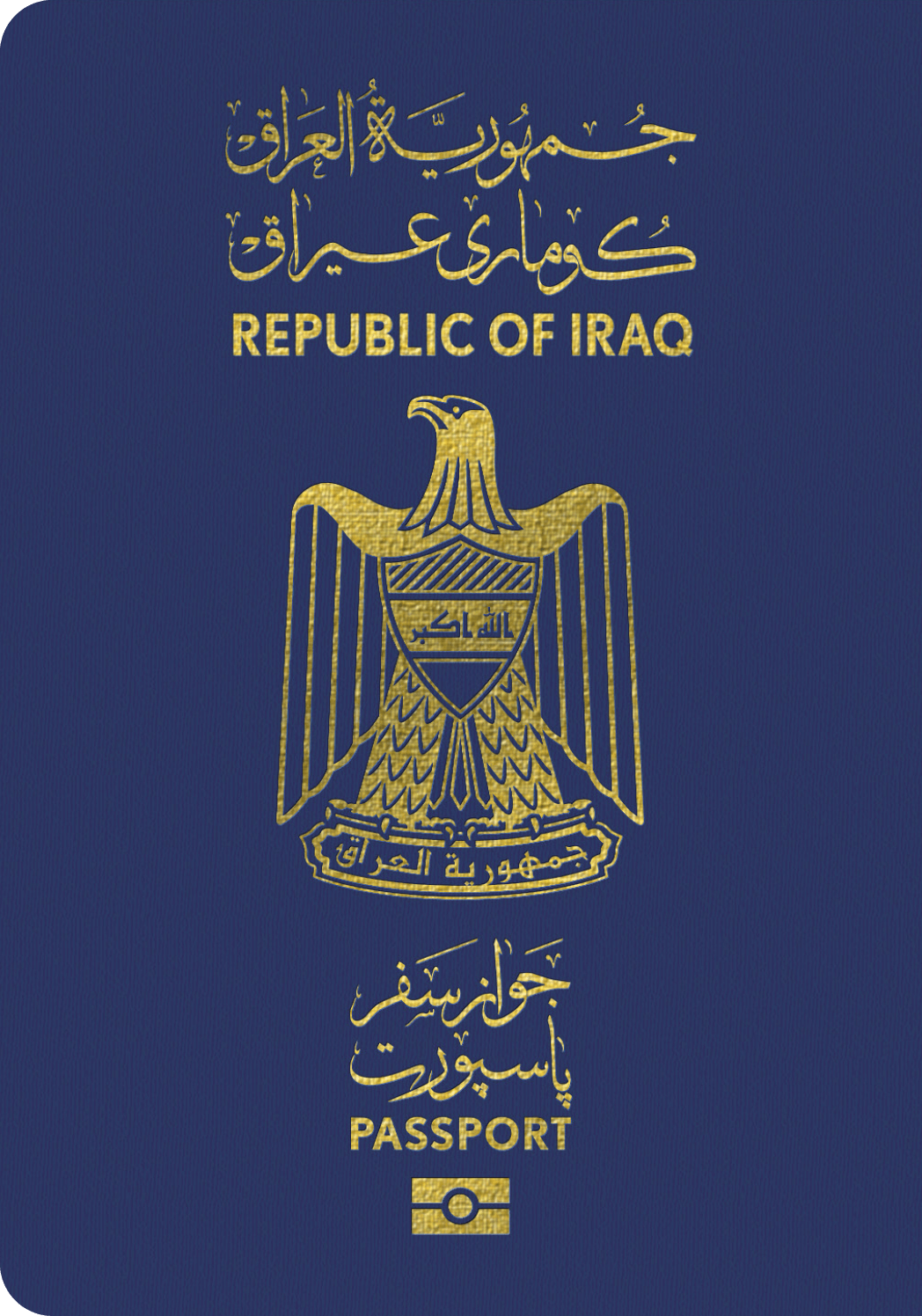

На 18 января 2018 года иракские граждане имели безвизовый или визовый доступ по прибытии в 28 стран и территорий, в результате чего иракский паспорт занял 104-е место в мире согласно Индексу ограничений на выдачу виз.

### Свободный въезд
- Сейшельские острова;
- Доминика;
- Эквадор;
- Сент-Китс и Невис;
- Гаити;
- Малайзия;
- Мальдивы;
- Острова Кука;
- Федеральные Штаты Микронезии;
- Ниуэ;
- Палау;
- Самоа;
- Тувалу.